# Mammútids
Els mammútids (Mammutidae) són una família extinta de mamífers proboscidis que tingueren una àmplia distribució entre l'Oligocè superior i l'Holocè. Es tracta de l'única família de la superfamília dels mammutoïdeus (Mammutoidea) i el grup dels mammútides (Mammutida). Evolucionaren fa 24-27 milions d'anys a l'Àfrica oriental, en allò que avui en dia és Kenya. El representant més conegut d'aquest grup és el mastodont americà.